# Todd Williamson

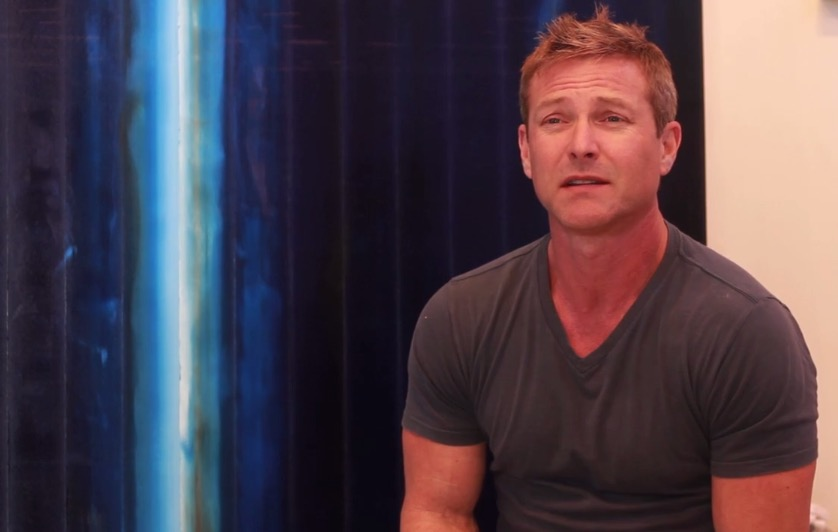
Todd Williamson (2016)

Todd Williamson (* 24. Januar 1964 in Cullman, Alabama) ist ein US-amerikanischer Künstler des zeitgenössischen Abstrakten Expressionismus.

## Leben

### Werdegang und künstlerischer Einfluss

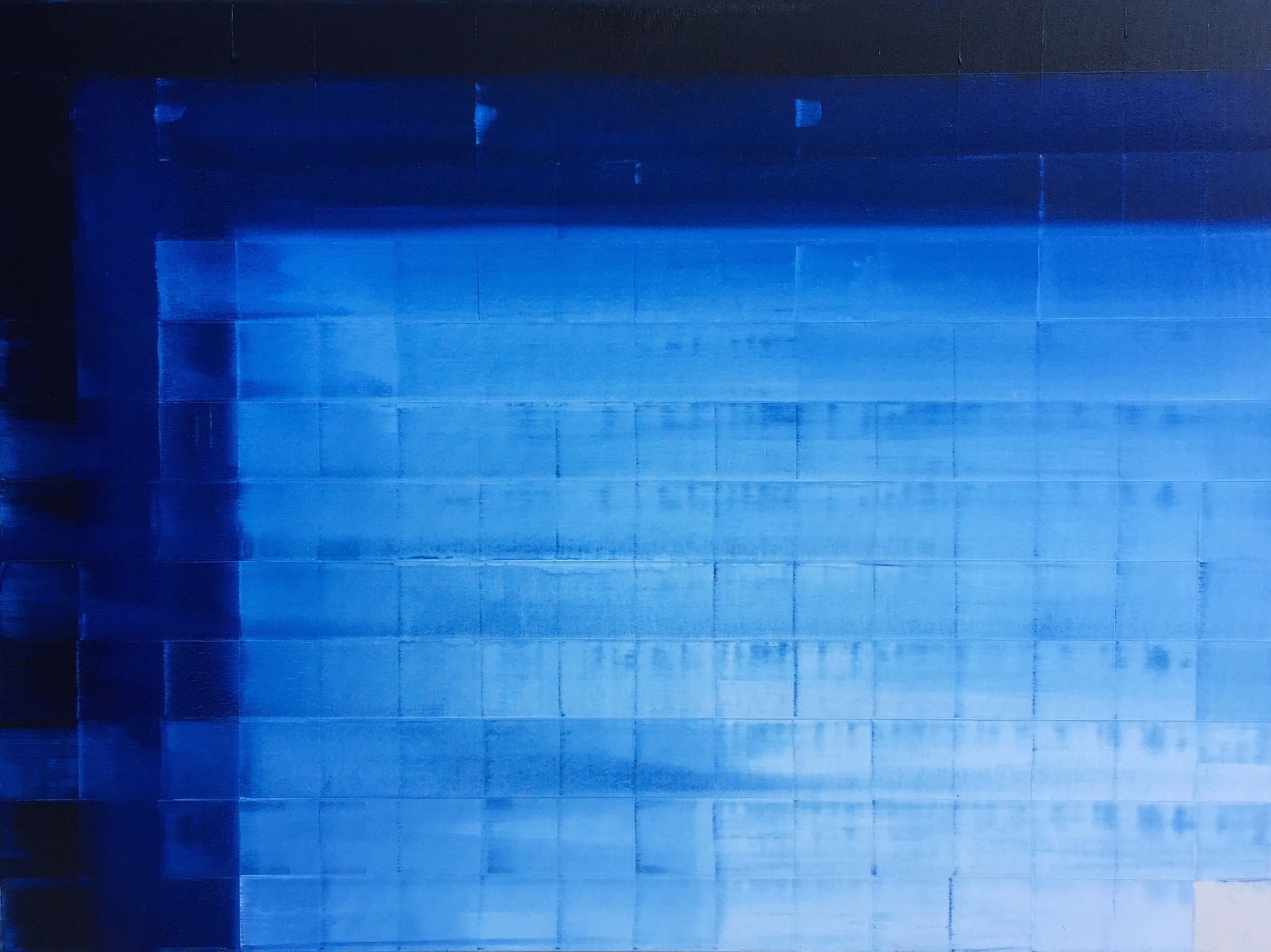
Searching the Void (2016)

Todd Williamson wurde in Cullman, Alabama geboren und ist dort aufgewachsen. Seine künstlerische Laufbahn begann er mit einem Kunst- und Musikstudium an der Belmont University in Nashville, Tennessee im Jahr 1984. Im Jahr 1986 folgte ein einjähriges Projekt am Theater der University of Alabama at Birmingham. Anschließend kehrte Williamson an die Belmont University zurück und graduierte 1988 zum Bachelor of Arts. Im darauf folgenden Jahr zog Williamson nach Kalifornien um und setzte sein Studium an der California State University sowie der UCLA fort. Seit 2004 arbeitet Williamson als freischaffender Künstler in Los Angeles.
In Williamsons Kunst finden sich neben den Einflüssen eines Mark Rothko, Ellsworth Kelly, Barnett Newman oder Helen Frankenthaler auch Elemente der Klassischen Moderne sowie der Bezug zur Chiaroscuro-Technik und zur kalifornischen Light and Space-Bewegung der 1960er und 70er-Jahre. Von seinem musikalischen Werdegang beeinflusst, versucht Williamson, seine Kunst mit der Expression der Musik zu verbinden, um dem Betrachter ein Gesamtkunstwerk aus „musikalischer Malerei“ bzw. „visueller Musik“ zu erschließen.

### Stil und Techniken

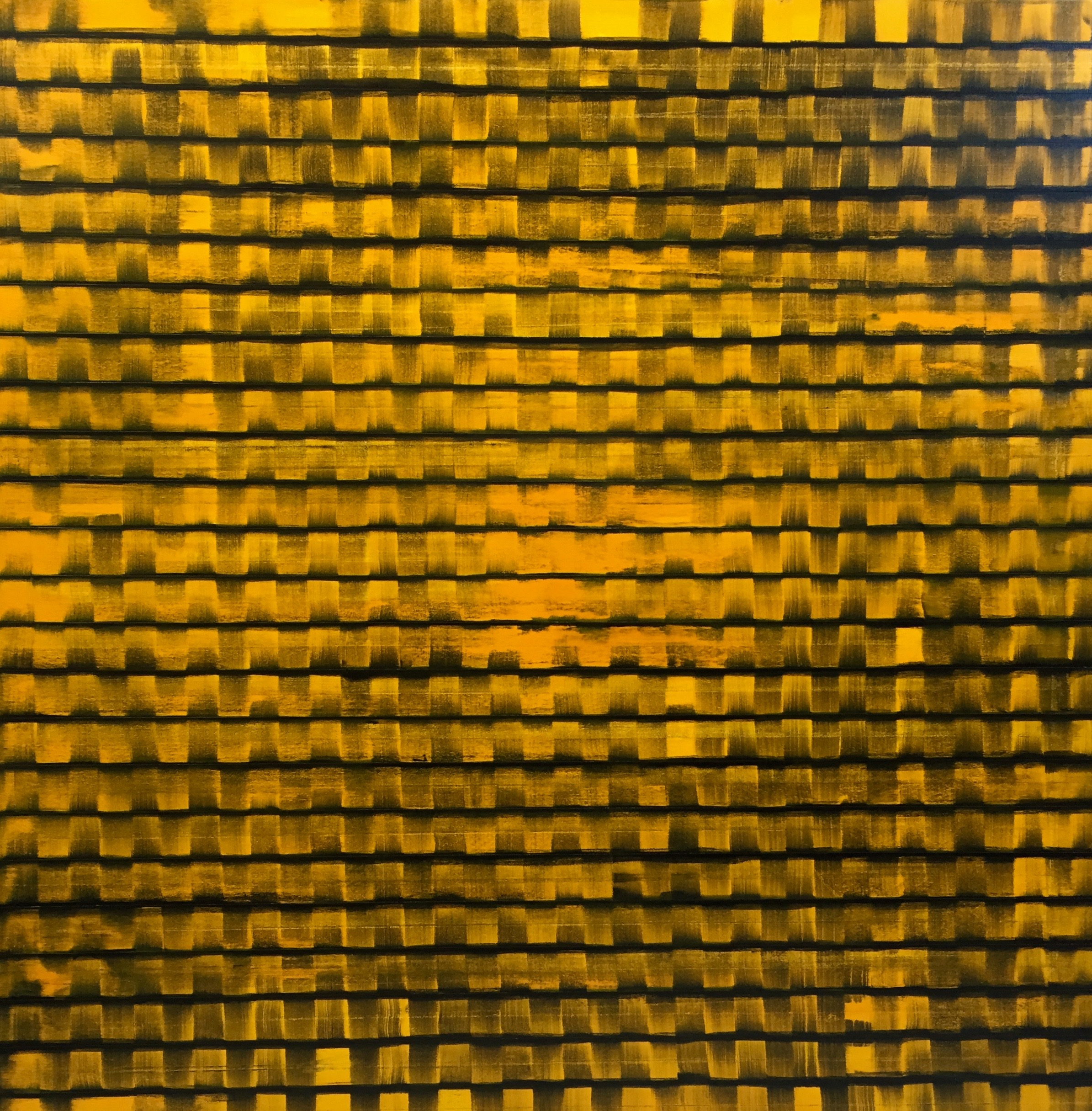
Chasing Butterflies (2015)

Die Bilder von Todd Williamson sind vom abstrakten Expressionismus geprägte strukturierte Farbkompositionen und eine Weiterentwicklung der Farbfeldmalerei. Während diese jedoch durch großflächige, homogen gefüllte Felder gekennzeichnet ist, interpretiert Williamson diese Stilrichtung neu: Seine Werke bestehen zumeist aus mehrschichtigen Farbgittern, die sich symmetrisch voneinander abgrenzen oder ineinander übergehen. Die für die Farbfeldmalerei typischen Grenzen zerfließen; an ihre Stelle tritt die Impression des Gesamtwerkes, welche die Struktur des Untergrundes mit dem Spiel der Farben verbindet.
Williamson hat sich zunächst mit figurativer Kunst befasst und entwickelt seit ungefähr 1990 monochromatische Arbeiten, die jedoch nicht unbedingt auf die Dominanz einer Farbe beschränkt sind. Viele seiner neueren Werke sind durch Linien charakterisiert, die sich in horizontaler, aber auch vertikaler Richtung bewegen. Dabei benutzt er oftmals Kontraste in Form von hellen und dunklen Trennlinien, die sein Werk durch das Hinzufügen und Weglassen von Licht, wie beim Auftakt und dem Ende in einer Partitur, musikalisch aufteilen. Williamson versucht auf diese Weise, eine Brücke von der expressionistischen Malerei zum musikalischen Expressionismus zu schlagen.

### Ausstellungen
Todd Williamsons Werke werden vorwiegend in den USA sowie in Europa ausgestellt. Einzelausstellungen fanden bspw. in Mailand, Montreal, Paris, Rom und Venedig statt. Gemeinschaftsausstellungen bestritt Williamson u. a. in Abu Dhabi, Berlin, Shanghai und Peking mit Künstlern wie Ed Ruscha, Jenny Holzer, Chuck Close und Robert Ryman. Außer in privaten Sammlungen und Museen finden sich Williamsons Arbeiten auch als Installationen in öffentlichen Räumen. Einer der größten Arbeiten wurde im Auftrag von EOP Blackstone im Sun-America-Gebäude in Century City (Los Angeles) realisiert. Ein weiteres öffentliches Kunstprojekt Williamsons findet sich am Nashville International Airport.
- 2020: Georges Bergès Gallery, New York
- 2020: art Karlsruhe
- 2020: BEGE Galerien, Ulm
- 2019 Biennale di Venezia, Venedig
- 2019: MAC Museum Art & Cars, Singen (Hohentwiel)
- 2019: Art Gallery Wiesbaden
- 2018: NUMU New Museum Los Gatos, Los Gatos
- 2017: Ex Fabbrica Lucchesi, Prato
- 2016 Palm Springs Art Museum - Saguaro Artist Council Exhibition, Palm Springs
- 2015 Pio Monte della Misericordia - "Contemporary Response to Caravaggio" (Kurator: Cynthia Penna, Art 1307), Neapel
- 2015 Galerie Premium Modern Art, Heilbronn
- 2014 Nicole Longnecker Gallery - "Inside the Lines", Houston
- 2014 Kevin Barry Fine Art - "Laddie John Dill & Todd Williamson", Santa Monica
- 2013 Fellini Gallery, Berlin
- 2013 Wade Wilson Art - "Illusion of the Precise" (mit Robert Ryman), Houston
- 2012 P.A.N. Museum - "Todd Williamson a PAN!" (Kurator: Cynthia Penna, Art 1307), Neapel
- 2011 George Billis Gallery - "Thoughts from a Mind Like Mine", Los Angeles
- 2010 Ippodo Gotenyama Gallery, Tokio

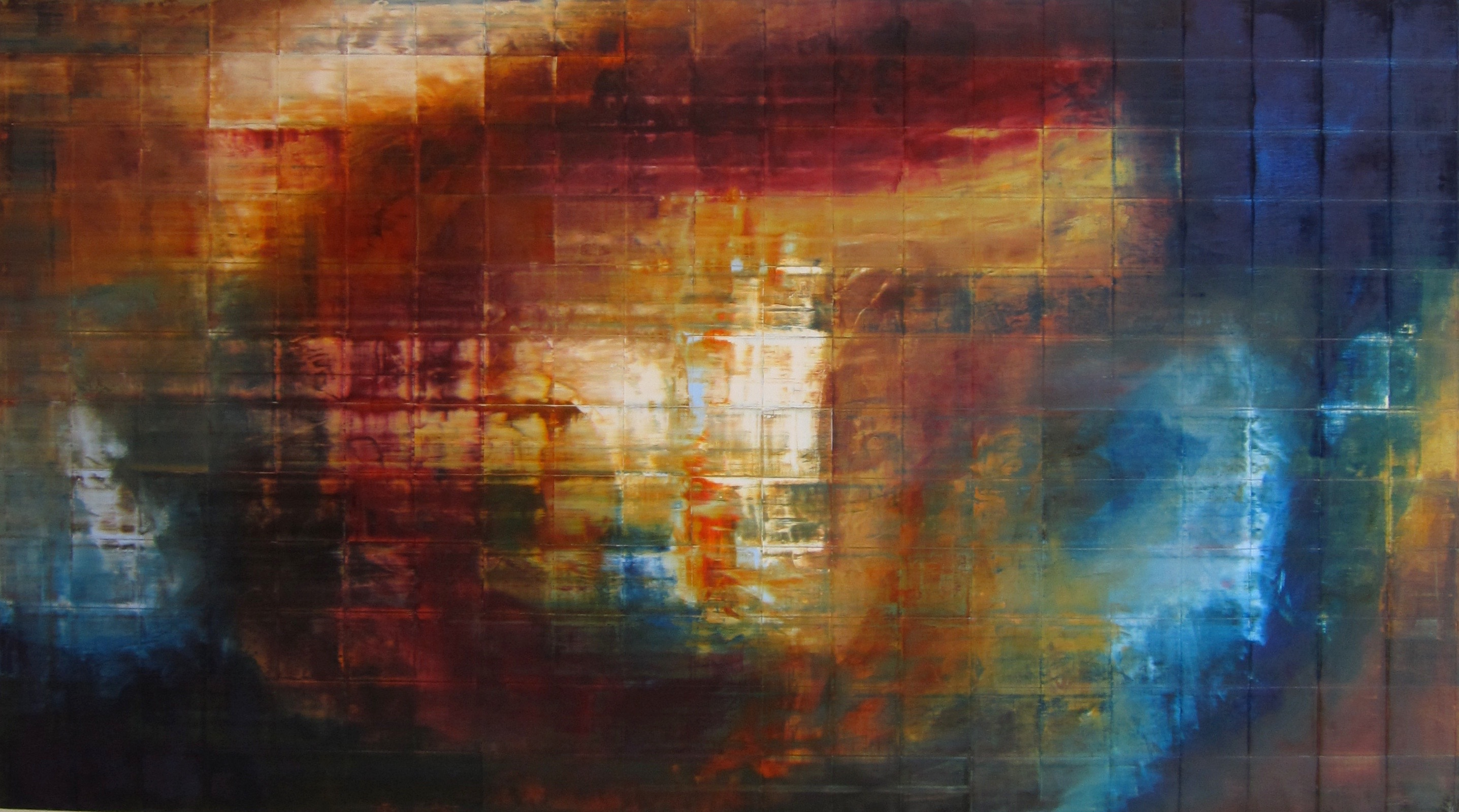
Another Reason (2014)
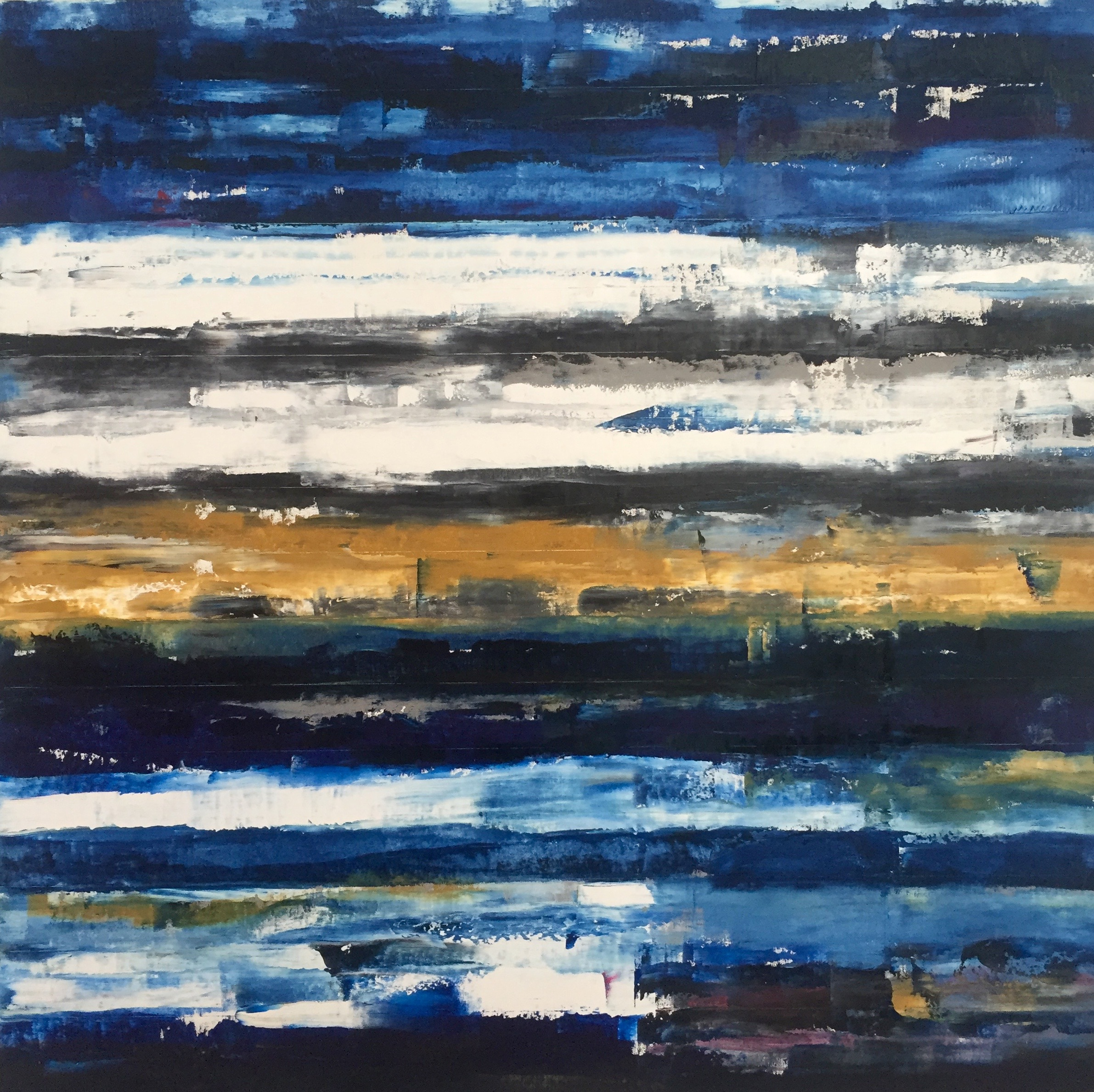
Tiny Buddha (2016)
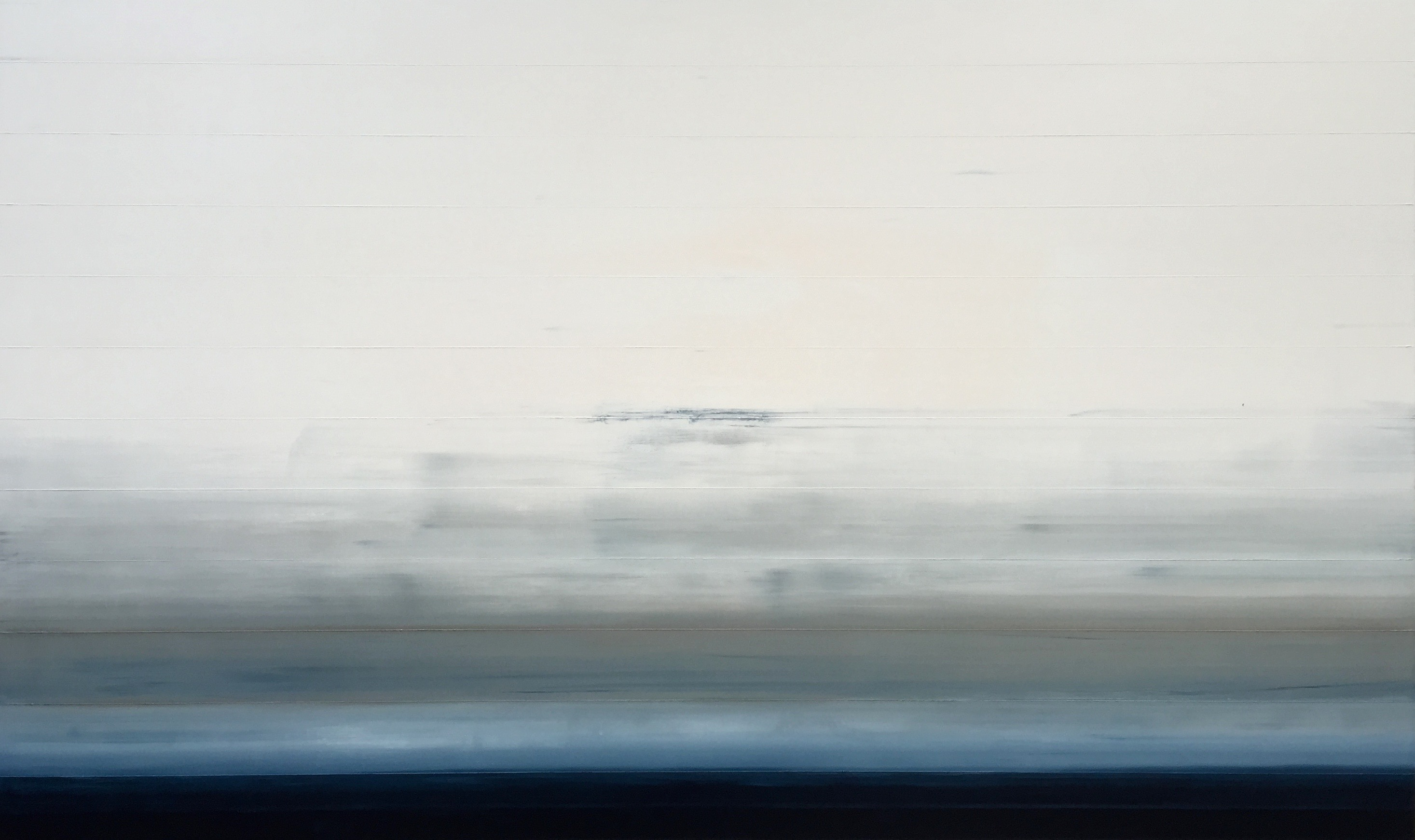
Fallout (2015)
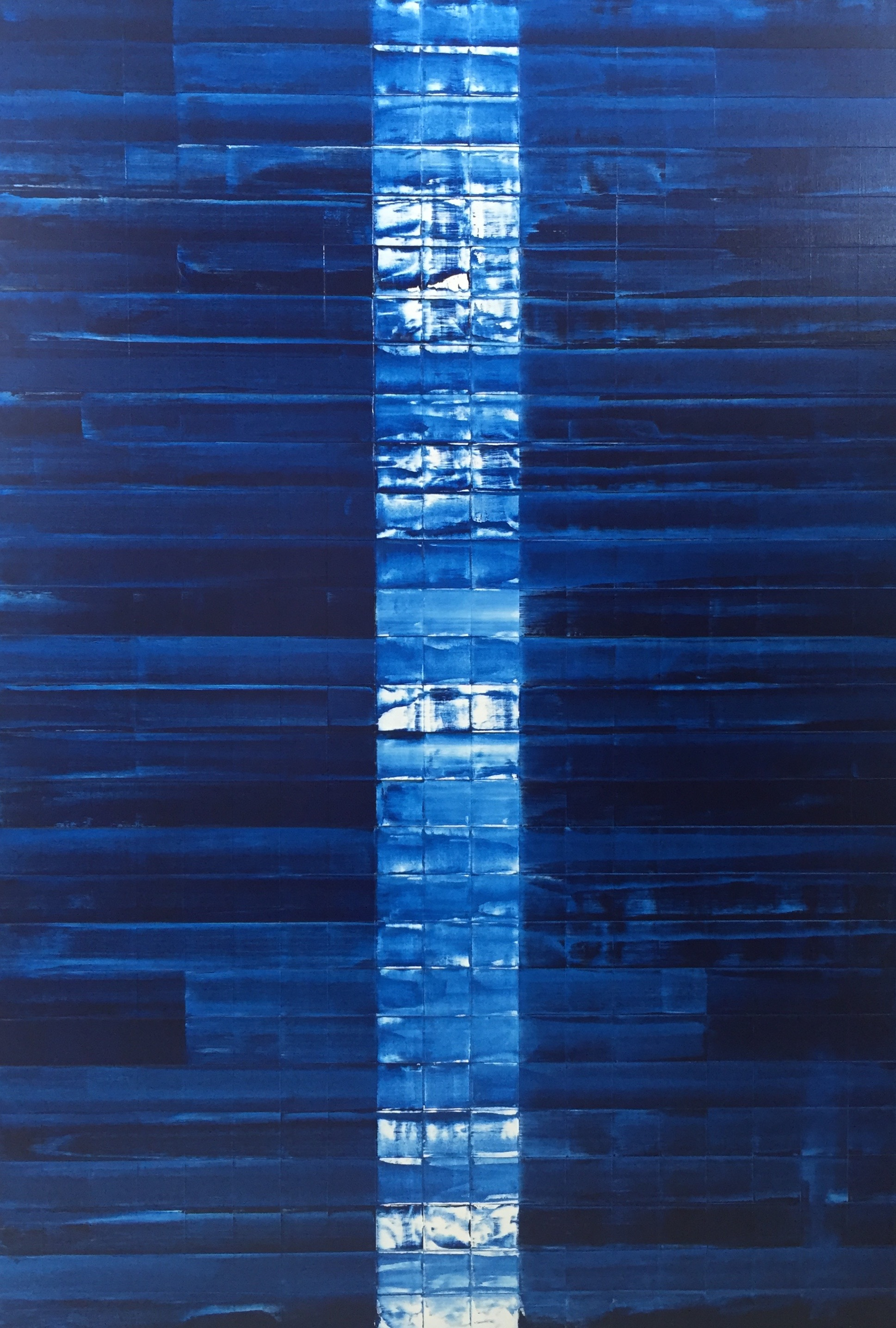
People Throw Rocks (2016)
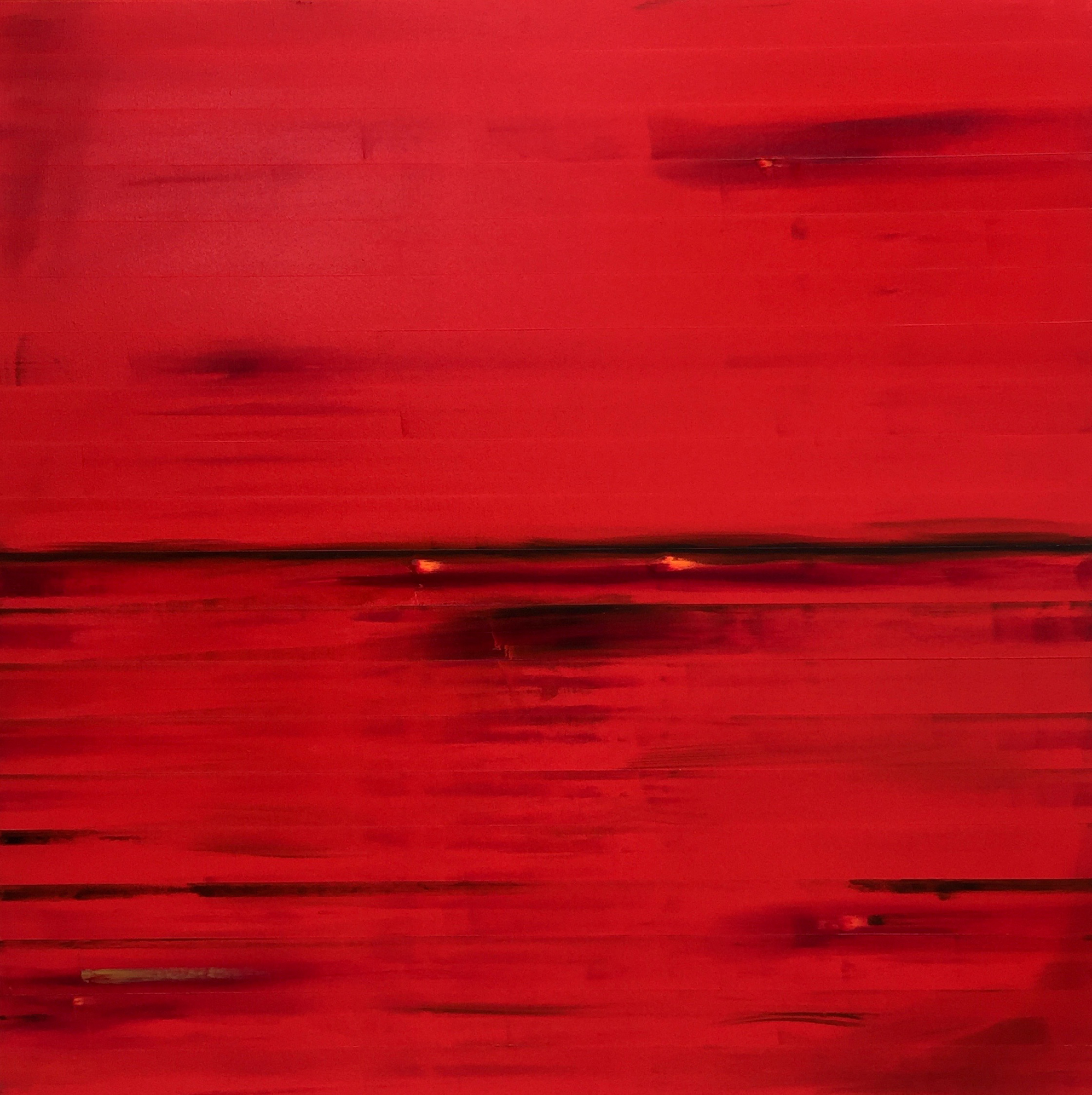
Creating Mischief (2016)
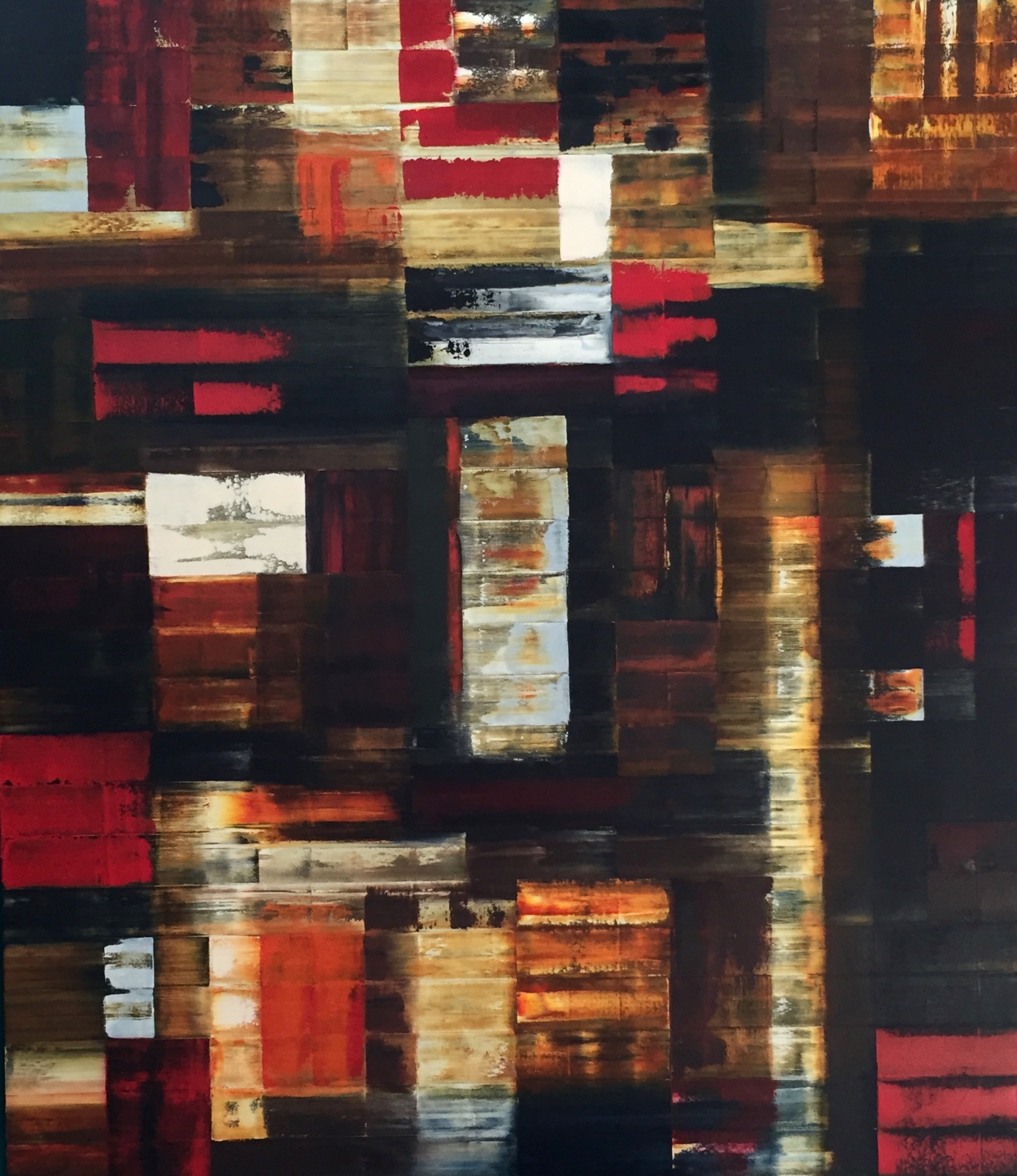
Counting on Forever (2016)

## Werke in öffentlichen Sammlungen (Auswahl)
- Museo Pio Monte della Misericordia, Neapel
- MAUI Museum, Teano
- Contemporary Art Museum (CAM), Neapel
- The Ritz-Carlton, Los Angeles
- SunAmerica Center, Century City, Los Angeles

## Ehrungen und Auszeichnungen
- 2019 Pollock-Krasner Foundation - Pollock Prize for Creativity, New York
- 2015 Bluduemila Associazione Sporte & Arte - Best Foreign Artist, Neapel
- 2010 Pollock-Krasner Foundation - Award Grant, New York
- 2010 American Consulate / ART 1307 Istituzione Culturale - Artistic Merit Award, Neapel
- 2010 Artslant International - Abstract Showcase Award Winner
- 2007 Curators Choice Award "Spectrum" - micromuseum, New York